# Голмс (округ, Огайо)
Шаблон:StateAbbr_ 40°34′ пн. ш. 81°56′ зх. д. / 40.56° пн. ш. 81.93° зх. д.
О́круг Голмс (англ. Holmes County) — округ (графство) у штаті Огайо, США. Ідентифікатор округу 39075.

## Історія
Округ утворений 1825 року.

## Демографія
За даними перепису
2000 року
загальне населення округу становило 38943 осіб, зокрема міського населення було 3202, а сільського — 35741.
Серед мешканців округу чоловіків було 19429, а жінок — 19514. В окрузі було 11337 домогосподарств, 9190 родин, які мешкали в 12280 будинках.
Середній розмір родини становив 3,82.
Віковий розподіл населення поданий у таблиці:
| Стать    | До 15 років | 15-21 | 22-29 | 30-39 | 40-49 | 50-65 | 65-85 | Понад 85 |
| -------- | ----------- | ----- | ----- | ----- | ----- | ----- | ----- | -------- |
| Чоловіки | 6079        | 2307  | 2100  | 2544  | 2308  | 2352  | 1578  | 161      |
| Жінки    | 5623        | 2248  | 2086  | 2523  | 2307  | 2374  | 1968  | 385      |

## Суміжні округи
- Вейн — північ
- Старк — північний схід
- Таскарвас — схід
- Кошоктон — південь
- Нокс — південний захід
- Ешленд — північний захід

## Виноски
1. ↑  Ohio County Profiles: Holmes County. Ohio Department of Development. Архів оригіналу (PDF) за 13 липня 2013. Процитовано 28 квітня 2007.
2. ↑  U.S. Decennial Census. United States Census Bureau. Архів оригіналу за 26 квітня 2015. Процитовано 8 лютого 2015.
3. ↑  Historical Census Browser. University of Virginia Library. Архів оригіналу за 11 серпня 2012. Процитовано 8 лютого 2015.
4. ↑  Forstall, Richard L., ред. (27 березня 1995). Population of Counties by Decennial Census: 1900 to 1990. United States Census Bureau. Архів оригіналу за 14 лютого 2015. Процитовано 8 лютого 2015.
5. ↑  Census 2000 PHC-T-4. Ranking Tables for Counties: 1990 and 2000 (PDF). United States Census Bureau. 2 квітня 2001. Архів оригіналу (PDF) за 18 грудня 2014. Процитовано 8 лютого 2015.
6. ↑  State & County QuickFacts. United States Census Bureau. Архів оригіналу за 29 червня 2011. Процитовано 8 лютого 2015.(англ.) Наведено за англійською вікіпедією.
7. ↑  American FactFinder. Бюро перепису населення США. Архів оригіналу за 21 травня 2008. Процитовано 31 січня 2008.

| США | Це незавершена стаття з географії США. Ви можете допомогти проєкту, виправивши або дописавши її. |